# Tingping, Fujian
Tingping (kinesiska: 廷坪) är en socken i sydöstra Kina. Den ligger i Minhou härad i provinshuvudstaden Fuzhou i provinsen Fujian, omkring 55 kilometer nordväst om centrala Fuzhou. Antalet invånare är 13 393. Befolkningen består av 6 216 kvinnor och 7 177 män. Barn under 15 år utgör 18,0 %, vuxna 15-64 år 64 %, och äldre över 65 år 17,0 %.